# Szojuz TM–32
A Szojuz TM–32 a Szojuz–TM sorozatú orosz háromszemélyes szállító űrhajó űrrepülése volt 2001-ben. Csatlakozását követően a mentőűrhajó szerepét látta el.

## Küldetés
Feladata hosszú távú űrszolgálatra legénységet szállítani a Nemzetközi Űrállomásra (ISS).

## Jellemzői
Tervezte a (oroszul: Головное контрукторское бюро – ГКБ). Gyártotta a (oroszul: Закрытое акционерное общество). Üzemeltette az Orosz Légügyi és Űrügynökség (Roszaviakoszmosz).
2001. április 28-án a Bajkonuri űrrepülőtér indítóállomásról egy Szojuz–U juttatta Föld körüli, közeli körpályára. Hasznos terhe 7150 kilogramm, teljes hossza 6,98 méter, maximális átmérője 2,72 méter. Önálló repüléssel 14 napra, az űrállomáshoz csatolva 6 hónapra tervezték szolgálatát. Április 30-án a Nemzetközi Űrállomást (ISS) automatikus vezérléssel megközelítette, majd sikeresen dokkolt. Az orbitális egység pályája 88,6 perces, 51,6 fokos hajlásszögű, elliptikus pálya-perigeuma 193 kilométer, apogeuma 247 kilométer volt.
Az első űreszköz, amelyik űrturistát szállított az ISS fedélzetére. A tudományos és kísérleti feladatokon túl az űrhajók cseréje volt szükségszerű.
2001. október 31-én Zsezkazgan városától délkeletre mintegy 177 kilométerre, hagyományos visszatéréssel ért Földet. Összesen 185 napot, 21 órát, 22 percet és 40 másodpercet töltött a világűrben. 2902 alkalommal kerülte meg a Földet.

## Személyzet

### Felszállásnál
- Talgat Amankeldiuli Muszabajev parancsnok
- Jurij Mihajlovics Baturin fedélzeti mérnök
- Dennis Anthony Tito speciális űrhajós

### Leszálláskor
- Viktor Mihajlovics Afanaszjev parancsnok
- Konsztantyin Mirovics Kozejev fedélzeti mérnök
- Claudie Haigneré kutatóűrhajós

### Tartalék személyzet
- Viktor Mihajlovics Afanaszjev parancsnok
- Konsztantyin Mirovics Kozejev fedélzeti mérnök